# Euro Hockey Tour 2016/2017
Euro Hockey Tour 2016/2017 byl 21. ročník hokejové soutěže Euro Hockey Tour. Turnaj se vrátil staronově místo dvojzápasů k čtyřturnajovému formátu, a do ročníku se tak po dvou sezónách vrací Sweden Hockey Games a Czech Hockey Games. V tomto ročníku zvítězila hokejová reprezentace Ruska, druhé skončilo Česko a třetí se umístilo Finsko. Poslední dopadlo Švédsko, jako obhájce prvenství z minulého ročníku.

## Karjala Cup
Turnaj Karjala Cup 2016 probíhal od 3. do 6. listopadu 2016 ve finských Helsinkách s jedním venkovním zápasem v české Plzni.

## Channel One Cup
Turnaj Channel One Cup 2016 probíhal od 15. do 18. prosince 2016 v ruské Moskvě s jedním venkovním zápasem ve finských Helsinkách.

## Sweden Hockey Games
Turnaj Sweden Hockey Games 2017 probíhal od 9. do 12. února 2017 ve švédském Göteborgu s jedním venkovním zápasem v ruském Petrohradu.

## Czech Hockey Games
Turnaj Czech Hockey Games 2017 probíhal od 27. do 30. dubna 2017 v Česku s jedním venkovním zápasem v Švédsku.

## Celková tabulka EHT 2016/2017
| Poř. | Tým     | Z  | V | VP | PP | P | VG | OG | B  |
| ---- | ------- | -- | - | -- | -- | - | -- | -- | -- |
| 1.   | Rusko   | 12 | 8 | 1  | 1  | 2 | 38 | 23 | 27 |
| 2.   | Česko   | 12 | 6 | 0  | 1  | 5 | 43 | 39 | 19 |
| 3.   | Finsko  | 12 | 5 | 0  | 0  | 7 | 28 | 37 | 15 |
| 4.   | Švédsko | 12 | 3 | 1  | 0  | 8 | 33 | 43 | 11 |

## Vysvětlivky k tabulkám a zápasům
- Z – počet odehraných zápasů
- V – počet vítězství
- VP – počet výher po prodloužení (nebo po samostatných nájezdech)
- PP – počet proher po prodloužení (nebo po samostatných nájezdech)
- P – počet proher
- VG – počet vstřelených gólů
- OG – počet obdržených gólů
- B – počet bodů